# Stor ringbläcksvamp
Stor ringbläcksvamp (Coprinus sterquilinus) är en svampart som först beskrevs av Elias Fries, och fick sitt nu gällande namn av Elias Fries 1838. Stor ringbläcksvamp ingår i släktet Coprinus och familjen Agaricaceae.  Arten är reproducerande i Sverige. Inga underarter finns listade i Catalogue of Life.

## Bildgalleri

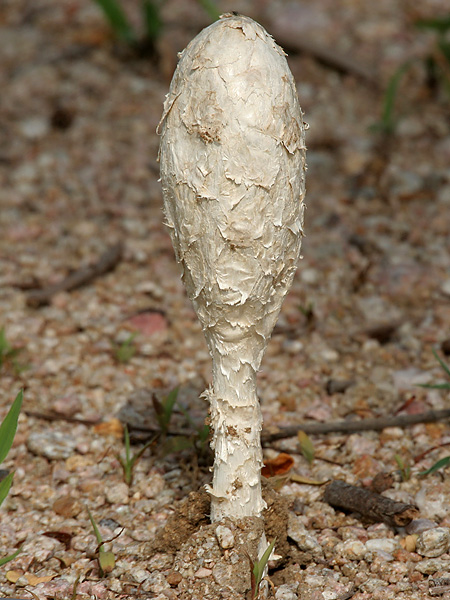